# حمام مصري

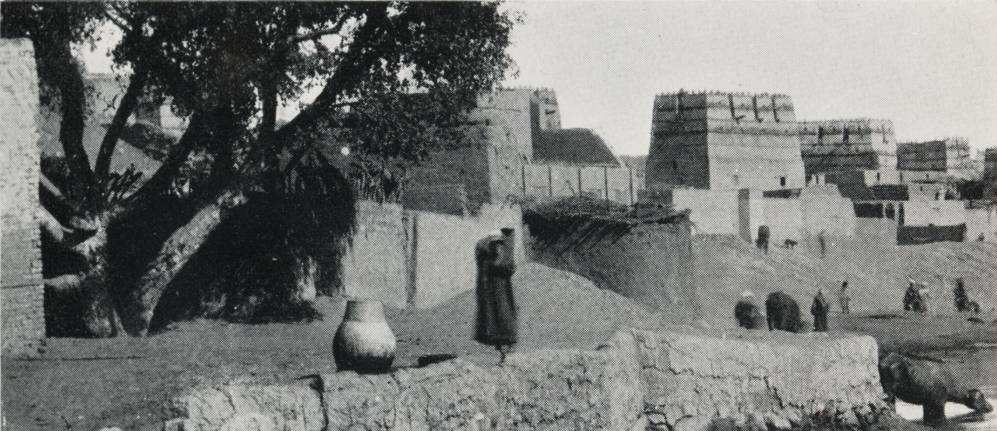
بيوت الحمام من معالم الريف المصري

الحمام المصري يعتبر الحمام المصري من أجمل أنواع الحمام على مستوى العالم وهو أيضا أقدم حمام موجود على وجه الأرض
اما اصل الحمام المصري هل هو مصري ام شامى ام هندى ام تركى ام مصري فهناك خلاف فبعض الأنواع مصرية اصيله
والبعض الآخر جاءت من الشام وتركيا والهند وكل هذا الأنواع لا توجد في أي دوله بالمواصفات
الصحيحه الا في مصر وينقسم الحمام المصري إلى عدة سلالات:

## الأنواع

### الحمام الغزار
وهو من الحمام الطيار السريع في الطيران وعلى ارتفاعات عاليه جدا.
و يرجع تسمية الحمام الغزار إلى انه في عهد الدولة العباسية كان عظماء الدولة في مصر يقومون بعمل حفلات صاخبة من الرقص والغناء وكان معهم الحمام الشقبلاظ الأرضي فكان يتقاذفونه فيما بينهم فيعم الضحك والسرور على مجالسهم أي كانو يتهازرون به. لذلك سمي الحمام الهزار وتعدلت فيما بعد إلى كلمة الغزار في الوقت الحالي
وينقسم إلى عدة بيوت:
1. - الحمام الصافى (محدودالالوان)وهو مصري السلالة
2. - الحمر (الأحمر-المرقع)مصري السلالة
3. - السود (الأسود-العنبرى)مصري السلالة
4. - الابلج (متعدد الالوان)مصري السلالة
5. - المسود - مصري السلالة
6. - القطقاطى (متعدد في درجة اللوان)مصري السلالة
7. - الحمام الوِِرق (الريحانى - الأصفر - الأزرق قطيفه - الكزاغاندى)مصري السلالة
8. - العبسى المصري- الحلبى المصري- القرنفلى - شامى السلالة
9. - الحمام المراسلة المصري (متعدد الالوان) مصري السلالة
10. - الحمام الشقلباظ المصري (متعدد الالوان) تركى السلالة
11. - الحمام الكوجوك المصري (متعدد الالوان)اسيوى السلالة
12. - الحمام الرومانى الكبير (متعدد الالوان)رومانى السلالة
13. - الحمام الاسترالى (متعدد الالوان) مهجن من السلالة المصرية
14. - الحمام الحلس (متعدد الالوان) مهجن من السلالة المصرية والشامية

```
- الحمام الريحانى وهو اصل الحمام المصري ومعروف عالميا
```

و يعتبر فرخ الحمام الغزار أساساً من ذكر حجري أبيض على انثى ازازية بنهد اخضر فيكون الفرخ بنهد اخضر
```
 ملحوظه الغزارالعاده هجين من الغزارالصافى والاسترالى
```

## الحمام باصنافه
```
      اولا الحلس
 الحمام الحلس أجمل الحمام وله الوان   
```

1-الحلس الزاهرى
2-الحلس القشر بندق
3-الحلس الاخضر
```
  الحلس يكون له طرطور والحمام الحلس يفتح في الرمية التانيه
                الحمام الغزار يرمى في الأوله هو والبلق والمسويد
```